# Gigabeat
Les gigabeat sont une ligne de baladeur numériques par Toshiba.

## Gigabeat G
Le Gigabeat G était d'abord introduit durant le WPC Expo Japonais en septembre 2003. Le baladeur à disque dur a des caractéristiques de capacité de 5GB à 40GB, support du fichier MP3, WMA et du WAV pour le son, USB 2.0, et l'intégration avec Windows Media Player. Le lecteur a un écran monochrome de 160×86 pixels avec une rétroéclairage de couleur bleue. La durée de vie de la batterie est d'environ 11 heures. Ce modèle existe seulement au Japon.

## Gigabeat F
Le Gigabeat F est sur le marché depuis septembre 2004. Le lecteur à disque dur est d'une capacité de 10 à 60gb, a un écran TFT LCD 16 bits de 2,2 pouces. La durée de vie de la batterie est de 16 heures et de 19 heures selon les utilisateurs si le rétroéclairage est de 5 secondes. Le Gigabeat F a introduit un nouveau type de bouton appelé "Plustouch" qui est un système de contrôle sensible de forme de plus. Comme le Gigabeat G, le lecteur supporte les fichiers MP3, WMA (aussi bien le WMA protégé) et le WAV.
En novembre 2005, Toshiba a signalé une mise à jour du système pour le Gigabeat F et pour le programme Gigabeat Room. Une version américaine était lancée en mars 2006. Par contre, le CD-Rom doit être commandé en appelant chez Toshiba. La mise à jour a réparé les problèmes lors du transfert d'images de Gigabeat Room, mais quelques plantages du programme ont été signalés. Ils ont aussi ajoutés un égaliseur et les problèmes de distorsion ont été résolus.

### Fiche Technique
Processeur : Samsung S3C2440AL-30, ARM920T avec 300 MHz
Écran : TFT 240×320 pixels 18 bits
Mémoire RAM : 32 MB SDRAM Samsung K4S56163PF BG75
Mémoire Flash : 1 MB Spansion MBM29SL800TE-90 
DAC : Wolfson WM8751L
Disque Dur : Toshiba 1.8" 10-60 GB
Batterie : 830 mAh Li-ion

## Gigabeat X
C'est une mise à jour de la série F, mais en laissant tomber la version 40gb pour 30gb et 60gb, sans oublier la batterie de 16 heures. La série X a une écran plus large de 2,4 pouces TFT LCD pour visionner des photos. Il est actuellement en marché en Australie et dans quelques pays d'Asie. Concernant la fiche technique, le tout est le même que le model F.

## Gigabeat P
Le Gigabeat P est le premier lecteur de Toshiba à entrer dans la catégorie de mémoire Flash sur le marché.
Le lecteur a un écran de 1,1 pouce de 16 bits à diode organique d'une définition de 96×96 pixels. Il vient avec 2 différentes capacités : le P5 de 512 Mo de couleur noir ou gris et le P10 de 1 Go seulement en noir. Les deux supportent le MP3, WMA et WAV et incluent une antenne FM.

### Édition spéciale
Le Gigabeat P5S est japonais seulement, mémoire de 512mb, mis sur le marché en juillet 2006 pour le modèle Trapnest et août 2006 pour le modèle Blast qui ont le personnage de Nana.

## Gigabeat S
Le Gigabeat S est sorti au Japon en avril 2006 et aux États-Unis en mai 2006. Le lecteur a été présenté par Bill Gates au Consumer Electronics Show, en janvier 2006 à Las Vegas. Il utilise la version 2 du programme Portable Media Center de Microsoft et communique avec Windows Media Player 11 et la Xbox 360. Le lecteur autonomie de 12 heures pour la musique et 2,5 heures pour la lecture de vidéo. Le Gigabeat S est le seul (avec le Gigabeat V) à ne pas se servir de Gigabeat Room pour transférer du contenu.
Le lecteur possède un écran LCD TFT 16 bits de 2,4 pouces et est doté d'un disque dur de 30 ou 60 Go. Il peut aussi recevoir la radio FM. Il peut lire des fichiers audio aux formats MP3, WAV et WMA ainsi que des vidéos WMV (les autres formats peuvent être lus après conversion). Le lecteur est certifié Playsforsure, c'est-à-dire compatible avec les magasins de musique en ligne comme Napster To Go.
Le Gigabeat S possède un connecteur USB On-The-Go pour télécharger des images d'un appareil photo numérique sans l'aide d'un ordinateur. Une sortie vidéo composite est aussi présente.

### Critique
Quelques utilisateurs ont rencontré un problème quand le lecteur supprime tous les fichiers du disque dur après être déconnecté du port USB,. Toutefois, le Zune de Microsoft qui est basé sur le même model que le Gigabeat S n'est pas affecté à cause de la différence du firmware. Ce problème n'est encore pas résolu; il n'y a pas de mise à jour pour le Gigabeat S.

### Fiche technique
Processeur: Freescale i.MX31L, ARM de 532 MHz
Mémoire RAM: Samsung SDRAM 32 Mo
Mémoire Flash: Intel F160C3TD7
Batterie: Li-poly 3.7V 700mAh
Disque dur: Toshiba MK3008GAL (30 Go) ou MK6008GAH (60 Go)

## Gigabeat V
Le Gigabeat V est en marché depuis octobre 2006 dans une capacité de 30 Go. Le lecteur est toutefois plus large que son prédécesseur avec une écran TFT LCD 16 bits de 3,5 pouces. Le Gigabeat V a la même interface, supporte les mêmes codecs et a le même design que le Gigabeat S. Il est livré avec un câble USB, un câble Audio/Vidéo out, et un câble diviseur. Le lecteur a une autonomie de 30 heures de batterie pour l'audio et 8 heures pour les vidéos, ce qui est largement plus grand que son petit frère. Par contre, comme tous les autres lecteurs MP3, il ne peut pas se recharger par le câble USB.
La version japonaise inclut l'enregistrement audio et la programmation télévisée.

### Seconde génération
Une nouvelle version du Gigabeat V est sur le marché japonais depuis le 1er juin 2007. Il a une écran de 4 pouces widescreen avec une définition de 480×272 pixels et est en version 40 ou 80 Go. La durée de vie de la batterie est d'environ 28 heures pour la musique et de 10 heures pour les vidéos. Il n'y a aucun mot de quand cette version sera aux États-Unis.

## Gigabeat U
Le 19 mars dernier, Toshiba a annoncé un tout nouveau lecteur, le Gigabeat U, dans des capacités de 1 et 2gb. Le lecteur à mémoire flash a une écran de 1,1 pouce à diode organique et est le premier lecteur de Toshiba à avoir une antenne FM, un enregistreur et un transmetteur, et le premier à inclure un convertisseur digital/analog, ce qui réduit la distorsion en enregistrant. Une charge de 10 minutes va durer 3 heures de musique, mais une charge complète peut durer jusqu'à 20 heures. Le lecteur lit les formats WMA (protégé ou non), le MP3 et le WAV non compressé. Impossible de savoir encore si le lecteur sera disponible partout dans le monde mais il est actuellement disponible au Japon.

## Prochains lecteurs
Le nouveau Gigabeat, actuellement sous le nom de projet MET401, pourrait avoir la possibilité d'être connecté en Wi-Fi (b+g) et fonctionnerait sur Windows Embeded. Windows Embeded est un mini Windows XP. L'avantage de faire fonctionner ce système sur un Gigabeat serait qu'il donnerait l'opportunité à Toshiba d'introduire toutes les sortes de programmes sur le lecteur. Par exemple, Toshiba pourrait inclure Internet Explorer pour naviguer, ce qui serait possible à l'aide du Wi-Fi.

### Sites officiels de Gigabeat
- Gigabeat Australia
- Gigabeat Japan
- Gigabeat US
- Gigabeat North America
- (en) Toshiba.com
- Toshibadirect.com (US)

### Autres liens
- rockbox.org - Firmware Open Source pour les Gigabeat F et X.